# Hecelchakán
Hecelchakán è uno degli 11 comuni dello stato della Campeche, Messico; si estende per un'area di 1331,99 km² con una popolazione di 28 306 abitanti secondo il censimento del 2010.
Confina al nord e con il comune di Calkiní; a est con lo stato messicano dello Yucatán e con il comune di Hopelchén; a sud con il comune di Tenabo e a ovest con il Golfo del Messico con un litorale di 24 km.

## Località principali
A capo del comune c'è la città di Hecelchakán con 10 285 abitanti; le altre località sopra i 1 000 abitanti, con le relative popolazioni al 2010, sono:
- Pomuch 	8.694 (località urbana)
- Pocboc 	1.624
- Cumpich 	1.587
- Yalnón [Campo Menonita] 	1.151
- Santa Cruz 	1.118

## Cronologia dei governatori
| Governatore del Comune         | Periodo   |
| ------------------------------ | --------- |
| Miguel Aguilar                 | 1916-1917 |
| Saturnino Vera B.              | 1918      |
| Santiago Guerrero D.           | 1919      |
| Rogaciano Ávila                | 1920      |
| Enrique Ortegón                | 1921      |
| José del C. Ortegón            | 1922      |
| José María Ayuso               | 1923      |
| Buenaventura Ayuso             | 1924-1925 |
| Domingo Ortíz Barbosa          | 1926-1927 |
| Gaspar Escamilla               | 1928-1929 |
| Juan Barbosa B.                | 1930-1931 |
| Julio Novelo Margerer          | 1932-1933 |
| Enrique Ortegón O.             | 1934-1935 |
| Salomé Uc                      | 1936-1937 |
| Carlos Rodríguez               | 1938-1939 |
| Román Puch                     | 1940-1941 |
| Felipe Chan Mata               | 1942-1943 |
| Alfredo Poot                   | 1944-1946 |
| Rafael Pérez Lizarraga         | 1947-1949 |
| Maximiliano J. Ávila B.        | 1950-1952 |
| Luis Caamal                    | 1953-1955 |
| Jorge Ehuan Tay                | 1956-1958 |
| Fernando Koh Yam               | 1959-1961 |
| Esteban Rosado Domínguez       | 1962-1964 |
| Efraín Pacheco García          | 1965-1967 |
| Edgardo Sáenz Vázquez          | 1968-1970 |
| José del Carmen Ortegón Trejo  | 1971-1973 |
| José Antonio N. Sleme Yabur    | 1974-1976 |
| Miguel Ruiz Pereda             | 1977-1979 |
| Saturnino Moreno Pinzón        | 1980-1982 |
| Felipe Ehuan Yeh               | 1983-1985 |
| Victoriano Yam May             | 1986-1988 |
| Jorge A. Ortegón Ruiz          | 1989-1991 |
| Jorge Wilbert Pérez Hurtado    | 1992-1994 |
| Carlos Enrique Torres Melken   | 1995-1997 |
| Juan Manuel Melken Díaz        | 1997-2000 |
| José Dolores Brito Pech        | 2000-2003 |
| Marco Antonio Ake Chi          | 2003-2006 |
| Prof. José Luis Montero Rosado | 2006-2009 |